# Liste des concours internationaux de musique classique
Cette liste recense les concours internationaux de musique classique classés en fonction de leur pays d'accueil. Pour chaque concours sont mentionnés, en plus de son intitulé, sa fréquence, les disciplines proposées (si le titre ne le dit pas) et sa ville d'accueil.

## Allemagne
- Berlin : International Guitar Competition & Festival Berlin (en)
- Berlin : Grand Prix Emanuel Feuermann pour violoncelle (quadriennal)
- Hanovre : Concours international de violon Joseph-Joachim (en)
- Lichtenberg / Hof : Concours international de violon Henri-Marteau (en) (triennal)
- Klingenthal : Concours international d'accordéon de Klingenthal (annuel)
- Kronberg im Taunus : Concours international de violoncelle Pablo-Casals
- Leipzig : Concours international Jean-Sébastien-Bach (annuel)
- Munich : Concours international de musique de l'ARD (annuel)
- Zwickau : Concours international Robert-Schumann pour clavier et chant

## Autriche
- Salzbourg : Concours international Mozart du Mozarteum
- Vienne : Concours international de violon Fritz-Kreisler

## Belgique
- Anvers : Prix international Emmanuel Durlet pour piano (concours triennal)
- Anvers : Concours international de composition Sorodha
- Bruges : Concours international Musica Antiqua au Festival de musique ancienne de Bruges
- Bruxelles : Concours musical international Reine Élisabeth de Belgique, (violon une année, piano l'année suivante, chant l'année suivante, violoncelle l'année d'après et depuis 2007, il n'y a plus d'année vide). Un concours de composition est organisé parallèlement.
- Bruxelles : Concours international Arthur Grumiaux pour jeunes violonistes (annuel - 7 à 21 ans)
- Bruxelles : Concours International de Musique Triomphe de l’Art (chant, piano, instruments à cordes)
- Dinant : Concours international Adolphe Sax
- Liège : Concours international pour violon Henri Koch 2013
- Malines : Concours International Reine Fabiola (concours de carillon)
- Verviers : Concours international de chant (tous les deux ans)
- Verviers : Concours Deru (toutes les années paires)
- Leuze-en-Hainaut : Concours International de piano André Dumortier (biennal). CIAD.
- Liège : Ysaye International Music Competition (chaque année pour violon et musique de chambre)

## Canada
- Montréal : Concours musical international de Montréal (CMIM) - piano - voix - violon
- Montréal : Concours international d'orgue du Canada (CIOC) - concours triennal.
- Montréal : Concours international de musique et des beaux arts (CIMBA) - piano, chant, violon, guitare, flûte traversière.

## Croatie
- Zagreb : Concours international de piano de l'EPTA Svetislav Stančić
- Zagreb : Concours international de violon Vaclav Huml
- Zagreb : Concours international de violoncelle Antonio Janigro
- Zagreb : Concours international de jeunes chefs d'orchestre Lovro von Matačić

## Espagne
- Alicante : Prix international de composition Óscar Esplá
- Barcelone : Concours international de musique Maria-Canals (chaque année)
- Cadaqués : Concours international de direction de Cadaqués (tous les deux ans)
- Ferrol : Concours international de piano Cidade de Ferrol (chaque année)
- Madrid : Concours international de piano Délia Steinberg (chaque année)
- Marbella : Concours international de musique de Marbella (chaque année)
- Mondragon : Concours international d'accordéon Arrasate Hiria (annuel)
- Pampelune : Concours internationaux de musique de Pampelune : concours de chant Julian Gayarre et concours de violon Pablo de Sarasate (un des deux concours en alternance chaque année)
- Santander : Concours international de piano Paloma O'Shea (tous les trois ans)
- Valence : Concours international de piano José Iturbi (tous les deux ans)

## États-Unis
- Fort Worth : Concours international de piano Van-Cliburn
- Cleveland : Concours international de piano de Cleveland
- New York : Bradshaw and Buono International Competition

## Europe
- Ville d'Europe (communautaire ou non) différente tous les ans : Prix Fedora pour l'opéra et le ballet
- Concours Eurovision des jeunes musiciens bisannuel

## Finlande
- Helsinki : Concours international de violon Jean-Sibelius (tous les cinq ans)

## France
- Aix-en-Provence : Concours international de piano Génération Spedidam - Les Nuits pianistiques (tous les deux ans).
- Angers : Concours d'orgue Grand Prix Florentz.
- Avignon : Concours international de violon Ginette-Neveu (tous les deux ans).
- Besançon : Concours international de jeunes chefs d'orchestre de Besançon (tous les deux ans).
- Brest : Concours international de piano (annuel)
- Bordeaux : Concours international de violoncelle Louis-Rosoor
- Bordeaux : Concours international de chant lyrique Robert-Massard (annuel).
- Bordeaux : Concours international de chant Bordeaux/Médoc.
- Bordeaux : Concours international de quatuors à cordes de Bordeaux.
- Cagnes-sur-Mer : Concours international de piano Samson-François.
- Cannes : concours international de composition de Cannes.
- Chartres : Concours d'orgue Grand Prix de Chartres.
- Clermont-Ferrand : Concours international de chant (organisé par le Centre lyrique Clermont-Auvergne, tous les deux ans, en février)
- Collioure : Concours international de piano Alain Marinaro et Fête du piano (4 jours, annuel en juin, réservé aux jeunes pianistes)
- Corbelin : Grand concours international de piano (en juin).
- Épinal : concours international de piano d'Épinal (en mars des années impaires).
- Gaillard : concours international de piano Adilia-Alieva (tous les deux ans).
- Grande-Synthe : Concours international de trompette (tous les deux ans).
- Limoges : Concours français de la Harpe (tous les ans)
- Lyon : Concours international de musique de chambre de Lyon.
- Mâcon : les Symphonies d'automne, concours international de chant lyrique : airs d'opéras et mélodies françaises
- Marcq-en-Baroeul : Concours Pianissima International
- Marmande : Concours International de Chant de Marmande Lot-et-Garonne & Région Nouvelle-Aquitaine] (en août dans le cadre des Nuits Lyriques de Marmande
- Marseille : concours international de quintette à vent Henri-Tomasi (tous les deux ans).
- Mérignac : concours jeunes talents et concours international de piano « Mérignac Piannopen »
- Montrond-les-Bains : concours international de piano et d'accordéon dans le cadre du festival jeunes talents
- Nice :
  - Concours international de piano Nice Côte d'Azur
  - Concours international de flûte Maxence-Larrieu - Nice
- Orléans : Concours international de piano d'Orléans
- Paris et Île-de-France :
  - Chatou : Concours international de piano Cécile-Edel-Latos
  - Lagny-sur-Marne : Concours international de piano de Lagny-sur-Marne
  - Maisons-Laffitte : Concours international de piano d'Île-de-France
  - Paris
    - Concours international de piano France-Amériques
    - Concours Debussy pour la clarinette
    - Concours de chant d'art cantorial 1er concours en Europe au service de la liturgie hébraïque
    - Concours de trompette Maurice-André
    - Concours de violoncelle Rostropovitch
    - Concours d'Excellence de la Confédération musicale de France : instruments de l'orchestre, instruments naturels et instruments amplifiés
    - Concours Étienne-Vatelot : lutherie et archèterie
    - Concours européen Musiques d'Ensemble FNAPEC
    - Concours international d'interprétation de Ville d'Avray-Paris (piano d'accompagnement)
    - Concours international de harpe Lily-Laskine
    - Concours international de musique et d'art dramatique Léopold Bellan
    - Concours international de piano de Paris
    - Concours international de harpe Martine Géliot Jeunes talents
    - Concours international de direction d'orchestre : concours réservé aux femmes cheffes d'orchestre
    - Concours international du Festival musical d'automne de jeunes interprètes (FMAJI) : concours annuel ; trois instruments de l'orchestre en alternance (Deuil-la-Barre)
    - Concours internationaux de musique et de chant de l'UFAM
    - Concours Long-Thibaud-Crespin : piano, violon ou chant en alternance
    - Concours Jean-Pierre-Rampal : flûte
    - Concours de piano jazz Martial Solal : piano-jazz
    - Concours Musical de France
    - Concours International Olivier-Messiaen : piano contemporain
    - Paris Opera Awards : concours international de chant
    - Concours Violin Virtuoso: Concours international de violon (derrière paravent)
    - Concours international Clé d'or

  - Pontoise : Concours international Piano Campus
  - Saint-Denis : Festival de musique de Saint-Denis
  - Vanves :
    - Concours international Jean-Françaix
    - Concours Young Opus
- Prades : concours de composition du festival de Prades
- Saint-Girons (Occitanie) : Concours international de violon Marie-Cantagrill, concours annuel (de débutants à excellence) ouvert à toutes nationalités
- Roubaix : Les Étoiles du piano, concours international de piano des Hauts de France.
- Rouen : Concours international de clarinette Jacques-Lancelot.
- Royan : Concours européen de violon Un violon sur le sable, Baume et Mercier en partenariat avec France Musique et parrainé par le violoniste Nemanja Radulovic
- Toulouse : Concours international de chant de Toulouse
- Valence : Concours international de piano Teresa Llacuna-Ville de Valence
- Vendôme : concours international de belcanto Vincenzo Bellini

## Géorgie
- Tbilissi : Concours international de piano de Tbilissi

## Hongrie
- Budapest : Concours international de musique de Budapest

## Italie
- Bolzano : Concours international de piano Ferruccio-Busoni (piano)
- Gênes : Concours international de violon Niccolò-Paganini (violon)
- Reggio d'Émilie :  Premio Paolo-Borciani (quatuors à cordes)
- Rome : Concours international de l'Académie Sainte-Cécile (composition musicale)
- Rome : Torneo internazionale di musica - TIM (composition musicale)
- Castelfidardo : Concours international d'Accordéon de Castelfidardo (annuel)
- Verceil : Concours international de musique Gian-Battista-Viotti

## Luxembourg
- Bertrange : Concours international pour chanteurs et pianistes accompagnateurs Nei Stëmmen

## Pays-Bas
- Amsterdam : International Geelvinck Fortepiano Concours
- Utrecht : Concours international de piano Franz-Liszt (tous les trois ans).

## Pologne
- Varsovie : Concours international de piano Frédéric-Chopin (tous les cinq ans)
- Varsovie : Concours international de chant lyrique Stanisław-Moniuszko (pl)  (tous les trois ans)
- Poznań : Concours international de violon Henryk-Wieniawski

## Portugal
- Lisbonne : Vianna da Motta International Music Competition

## Royaume-Uni
- Leeds : Concours international de piano de Leeds (tous les trois ans environ)
- Londres : Concours de direction Donatella Flick (tous les deux ans)
- Oxford : Bampton Classical Opera : Concours de Jeunes Chanteurs (tous les deux ans)

## Roumanie
- Bucarest : Bucharest International Music Competition (tous les deux ans)
- Bucarest : George Enescu International Competition (tous les deux ans)
- Cluj-Napoca : Cluj International Music Competition (tous les deux ans)
- Iași : Iași Ioan Goia International Music Competition (tous les deux ans)

## Russie
- Moscou : Moscow International David Oistrakh Violin Competition, violon
- Moscou : Concours international Tchaïkovski (piano, violon, violoncelle, chant)
- Moscou : Concours Rotary de musique pour la jeunesse

## Suisse
- Fribourg : Concours international de piano de Fribourg (Suisse) (répertoire des XXe et XXIe siècles, pour jeunes jusqu'à 18 ans, a lieu tous les deux ans)
- Genève : Concours international d'exécution musicale de Genève (quelques disciplines, parmi 26, chaque année)
- Lausanne : Concours international de chant Marcello Viotti (tous les deux ans)
- Savièse : Concours international de violon Tibor-Varga (tous les deux ans)
- Sion : Concours International de Violon Sion Valais (tous les deux ans)
- Vevey : Concours international de piano Clara-Haskil (tous les deux ans)
- Zurich : Concours Géza-Anda (tous les trois ans)

## Ukraine
- Lviv : Concours International de Musique "Individualis" (piano, violon, violoncelle, chant, guitare, bois, saxophone, piano duo, accordéon, cuivres, musique de chambre, quatuor à cordes)
- Kiev : Concours international de piano Horowitz Kyiv-Genève pour les jeunes de 12 à 17 ans (organisé depuis 2023 à Genève)

## Cas particuliers des concours d'accordéon
Les deux concours suivants sont organisés systématiquement dans des pays différents d'une année à l'autre, sur le même fonctionnement que les compétitions sportives :
- Coupe Mondiale de l'accordéon (annuel)
- Trophée Mondial de l'accordéon (annuel)